# Lachnellula fuckelii
Lachnellula fuckelii är en svampart som först beskrevs av Bres. ex Rehm, och fick sitt nu gällande namn av Dharne 1965. Lachnellula fuckelii ingår i släktet Lachnellula och familjen Hyaloscyphaceae.   Inga underarter finns listade i Catalogue of Life.